# Kärleksroman
| Romance (Kärleksroman) |
| --- |
| Simona Ahrnstedt, framgångsrik romance-författare. - Betydelse – skönlitteratur med idealiserad romantisk kärlek - Bakgrund – 1600-talet - Relaterade begrepp – erotisk romance (t.ex. Femtio nyanser) - Exempel – Jane Austen, Harlequin, Jackie Collins |

Romance (uttal: /ɹoʊˈmæns/) eller kärleksroman (engelska: romance novel; tyska: Liebes- und Familienroman, ’kärleks- och familjeroman’) är en skönlitterär genre. Den kännetecknas av ett huvudfokus på idealiserad kärlek. Det typiska i genren är spännande intriger – många gånger i historiska miljöer – med kärlek som utmanas, liksom ett lyckligt slut på berättelsen. Det finns flera undergenrer, inklusive historisk, fantasy, HBTQ, YA och erotisk romance. Alla har gemensamt att kärleksreaktionen är motorn, och att de slutar lyckligt eller optimistiskt.
På 2000-talet har den engelska termen romance fått ökad användning för den typ av romantiska skildringar som har varit populära alltsedan Jane Austens romaner, särskilt ”Pride and Prejudice” (1813; ”Stolthet och fördom”). Typiskt är spännande intriger, ofta i historisk miljö, om kärlek som sätts på prov men alltid med en lycklig upplösning för bokens huvudpersoner. Författare som Georgette Heyer (1902–1974) och Margit Sandemo har bidragit till genren, och på senare år E.L. James (Femtio nyanser) och Simona Ahrnstedt. Nutida romance har ofta större inslag av erotiska skildringar, ofta markerat genom undergenren erotisk romance.

## Karaktär
Det svenska romance är ett direktlån från det engelska ordet romance novel, med betydelsen kärleksroman. Genom historien har genren benämnts på olika sätt, på svenska ibland som "tantsnusk" eller FLN (flärd – lidelse – njutning).
Genren kretsar i grund botten kring en kärlekshistoria. Den har kopplingar även till chicklit, feelgood, historiska romaner, fantasy och deckare. Vid sidan av romance med relationer mellan man/kvinna, finns även lesbisk romance, bögromance, ungdomsromance och till och med religiös romance. Fyra viktiga perspektiv att välja mellan inom kärleksberättelser är realism, fantastik, erotik och tragik.
För att en roman skall definieras som en kärleksroman, måste den romantisk-erotiska kärleken mellan två människor vara den centrala handlingen, och deras förening vara intrigens klimax. Till kärleksromanen räknas traditionellt därför inte romaner som handlar om andra sorters relationer, eller om andra faser i en kärleksrelation. 
Romance är en genre med kvinnlig målgrupp och ofta kretsande kring en kvinnas längtan efter förening med en eftertraktad man. En tidig undergenre hos kärleksromanen var berättelser i sjukhusmiljö, där kärleksobjektet ofta var en ståtlig manlig läkare. Sedan författare anpassat genren till det förändrade samhället har dess definition luckrats upp. Till kärleksromaner räknas därför ibland även psykologiska romaner som handlar om kärleksrelationer, liksom en del romaner med olyckliga slut.

## Historia

### Bakgrund
Kärleksromanen uppkom i västvärlden under 1600- och 1700-talet. Detta innebär givetvis inte att västvärlden eller anglosfären uppfann litteratur som är inriktad på kärlek. Här avses en genre som följer ett bestämt mönster. Det fundamentala i den västerländska, moderna kärleksromanen är att den fäster störst vikt vid utvecklingen av en relation och en romantisk kärlek mellan två människor.  Den måste ha ett känslomässigt tillfredsställande slut, vilket länge också innebar ett (för samtiden acceptabelt) moraliskt slut och dessutom ett lyckligt slut. Som regel är den skriven ur ett kvinnligt perspektiv med en kvinna som huvudperson. 
Preciositeten i Frankrike var några av de första att låta kärleken vara huvudhandlingen i en berättelse i romanform; dessa var påverkade av just medeltidens riddarromaner (som namnet till trots var epos, inte romaner) och herderomanen. En av de äldsta kärleksromanerna var Samuel Richardsons populära Pamela, or Virtue Rewarded från 1740, vilken var banbrytande genom att den uteslutande behandlade händelser som angick kärleksrelationen i berättelsen, och genom att den var skriven från en kvinnlig synvinkel. Århundradet därpå utvecklade Jane Austen genren, och hennes Stolthet och fördom brukar ses som den typiska kärleksromanen. Austen inspirerade Georgette Heyer som år 1921 utgav den första historiska kärleksromanen. Årtiondet som följde började det brittiska förlaget Mills and Boon utge category romances (vanligen kiosklitteratur); deras böcker såldes i Nordamerika av Harlequin Enterprises Ltd, som inledde en marknadsföring och massförsäljning av titlarna. Den moderna kärleksromanen föddes 1972 när förlaget Avon utgav Kathleen Woodiwiss The Flame and the Flower, vilket var den första single-title romance som utgavs som pocketbok i första upplagan.
Flest kärleksromaner kommer från engelskspråkiga länder, där man gärna vill särskilja den från romantikens kärlekslitteratur, som bland annat tillförde övernaturliga inslag eller skräck kryddad med förtäckt sexualitet. Vampyrromanen, som nästan är en egen genre, är ett typiskt exempel på detta. Man vill även separera kärleksromanen från hjälteromanen, som på svenska brukar betecknas som riddarromaner (som är en äldre genre) eftersom just riddartemat ursprungligen var det vanligaste inom hjältegenren och idealbilden av riddaren ligger till grund för de flesta former av den moderne hjälten. Det finns ingen skarp gräns mellan olika slags kärleksromaner. Om de spekulativa inslagen är stora brukar de dessutom kategoriseras som fantastik. 
Kärleksromanen slog igenom på 1930- och 1940-talet i Storbritannien och Nordamerika. Det är också inom den engelskspråkiga världens som genren och dess senare utvecklingar haft sitt starkaste fäste.
Genren har ofta producerats och distribuerats i form av bokserier, som en form av kiosklitteratur. En av de mer populära svenska författarna var Sigge Stark.

### Vidare utveckling
Andra viktiga författare i genren blev Judith Krantz, Virginia Andrews och Jacqueline Susann. Här kan man även placera Margit Sandemos långa bokserie Sagan om Isfolket, liksom Harlequinförlagets olika serier – inklusive Harlequin Passion.
Också Jean M. Auels stenåldersskildringar i serien Grottbjörnens folk och Colleen McCulloughs Törnfåglarna räknas ofta dit. En del manliga författare, som Sidney Sheldon och Michael Korda, har skrivit romaner som ligger nära denna genre.
På svenska har ofta mer sexuellt explicita form av kärleksromaner kommit att beskrivas som tantsnusk. Begreppet myntades 1983 av Jan Myrdal, och användes som en förklenande benämning. Eftersom många av dessa böcker utspelas i mer eller mindre luxuösa miljöer, har även begreppet FLN (uttytt flärd – lidelse – njutning) kommit att användas.
Kärleksromanen hade en boom på 1980-talet, och populära författare började experimentera med intriger och karaktärer. Under 1900- och 2000-talet har kärleksromanen separerats i två undergenrer: category romances, som är kortare böcker som utges månadsvis, och single-title romances, som är längre och saluförs under längre tidsrymd.

### Relansering somromance
I Nordamerika stod 2004 kärleksromanerna för 55 procent av alla sålda pocketböcker. Eftersom de flesta kärleksromanerna skrivs i de engelskspråkiga länderna, har genren ofta ett anglosaxiskt perspektiv. Trots genrens ovedersägliga popularitet, har den tilldragit sig mycket kritik, skepticism och förakt. Kärleksromaner med explicit sexuella inslag är en senare utveckling, som under benämningar som "tantsnusk", FLN och erotisk romance ibland beskrivits som pornografi eller erotisk litteratur för kvinnor.
Efter millennieskiftet har den växande amerikanska marknaden för denna typ av litteratur spritt sig även till andra länder. I Sverige relanserade man genren under begreppet romance, direkt hämtat från den engelska genrebeteckningen romance novels ('kärleksromaner'). Där sägs ibland att upp till en tredjedel av bokmarknaden i USA består av just romance, och genren noteras ibland som världens största litterära genre.
På senare år har en del författare integrerat allt fler erotiska inslag inom romance-litteraturen. Detta fick stor draghjälp av de båda bokserierna Twilight (moderna ungdomsböcker ingående i en vampyr-trend) och Femtio nyanser. Den senare startade som en sexuellt explicit fanfiction på Twilight, med sexuellt upphetsande dominanslekar influerade av BDSM.
Romance-böcker anses även bidra till att ge läsarna emanciperade kvinnliga förebilder. Därmed ger genren progressiva och feministiska signaler.